# More (comando)
O comando more permite fazer a paginação de arquivos. O mesmo também permite a leitura de arquivos longos.
```
more [nome_do_arquivo] 
```

Exemplos:
```
more /etc/passwd
```

Também pode usar o | (pipe) para redirecionar a saída de um comando para o more.
Exemplos:
```
cat /etc/passwd | more
```

```
dmesg | more
```

Enter ou espaço para correr a página e q para sair.